# 예레미 톨리안
예레미 이사야 리하르트 톨리안(독일어: Jeremy Isaiah Richard Toljan, 1994년 8월 8일 ~ )는 독일의 축구 선수이다. 그의 포지션은 오른쪽 풀백으로, 현재 이탈리아 세리에 A의 사수올로에서 활약하고 있다.

## 클럽 경력
2013년 10월 5일, 톨리안은 1. FSV 마인츠 05와의 분데스리가 경기에서 1899 호펜하임 데뷔전을 치렀다. 그는 풀타임을 뛰었고, 경기는 2-2 무승부로 끝났다.
2017년 여름, 톨리안은 보루시아 도르트문트와 5년 계약을 맺었다.
2019년 1월, 톨리안은 셀틱과 6개월 임대 계약을 맺었다.
2019년 7월, 사수올로는 톨리안과 2시즌 임대 계약을 체결하였다. 2021년 7월 1일, 톨리안은 사수올로로 완전 이적하였다.

## 국가대표팀 경력
톨리안은 다양한 연령대의 독일 국가대표팀에서 활약하였다. 그는 또한 미국과 크로아티아에서 뛸 수 있는 자격이 있으며, 독일에서 계속 뛰기 위해 양 팀의 접근을 거부했다.
그는 독일이 은메달을 획득한 2016년 하계 올림픽 선수단의 일원이었다.

## 사생활
그는 슈투트가르트에서 아프리카계 미국인 아버지와 크로아티아인 어머니 사이에서 태어났다. 예술가였던 그의 아버지는 그가 태어나기 전에 사망하였다.

## 수상 내역
셀틱
- 스코티시 프리미어십: 2018–19
- 스코티시컵: 2018–19

독일
- 하계 올림픽 은메달: 2016
- UEFA U-21 축구 선수권 대회: 2017[13]

개인
- UEFA U-21 축구 선수권 대회의 팀: 2017[14]